# Vicente Badía Marín
Vicente Badía Marín (Valencia, 12 de marzo de 1919-Valencia, 21 de diciembre de 1995), fue un abogado, cronista, escritor y periodista español.

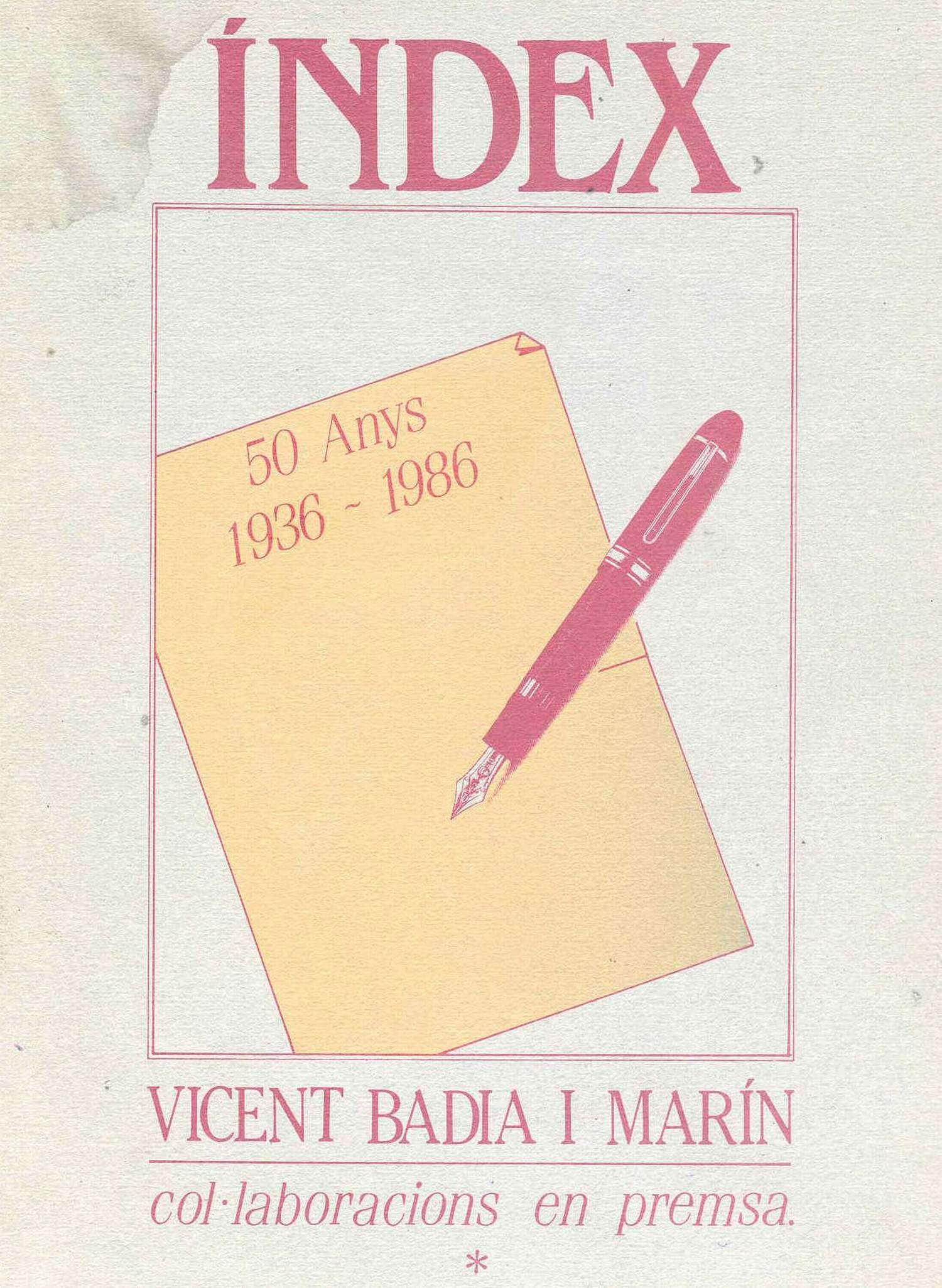
Portada de "Índex: 50 anys 1936-1986 col.laboracions en premsa", obra de Vicente Badía Marín (1919-1995) con prólogo de Francesc Ferrer Pastor.

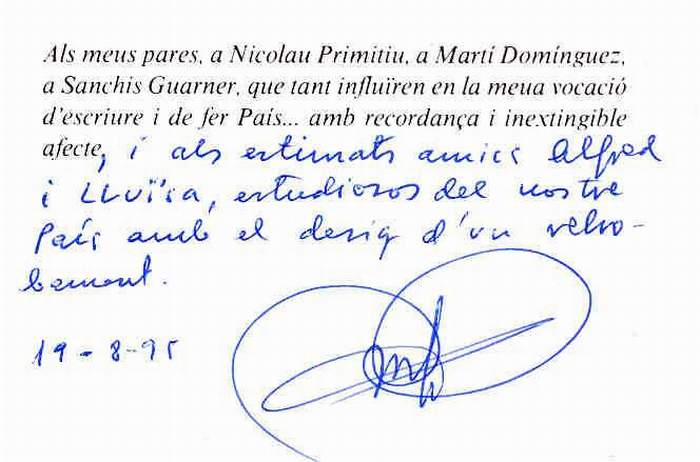
Detalle de dedicatoria y signatura de Vicente Badía Marín (1919-1995) en "Índex: 50 anys 1936-1986".

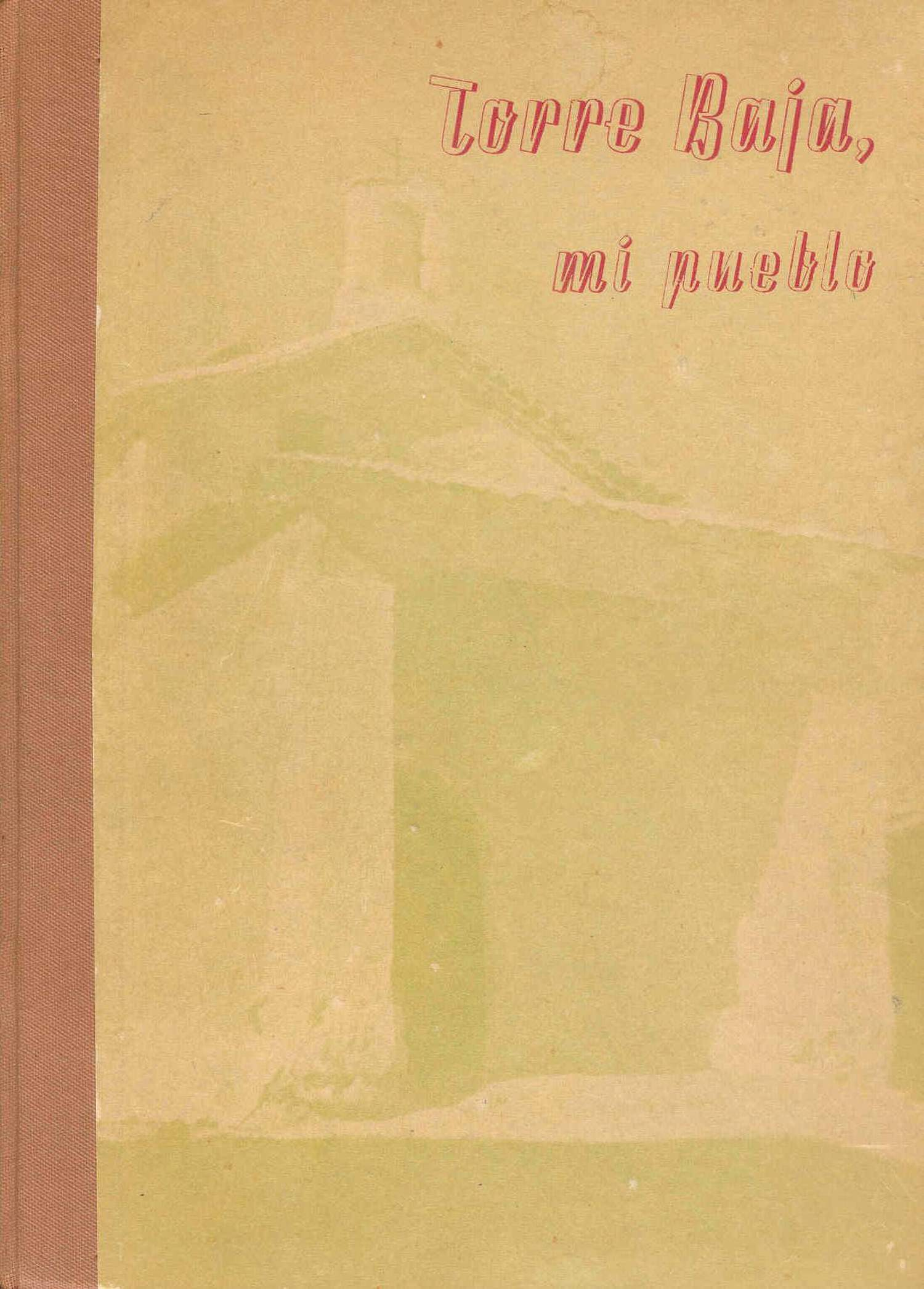
Portada del libro "Torre Baja, mi pueblo" (1953), obra de Vicente Badía Marín (1919-1995).

## Biografía
Nacido en el popular barrio de Ruzafa, hijo de Vicente Badía Cortina (de Foyos, Huerta Norte) y de María Marín Ibáñez (de Enguera, Canal de Navarrés). El padre fue periodista de profesión, vinculado al diario Las Provincias.
Casado con María del Rosario Carbonell Santamaría, padres de ocho hijos: Rosario, Amparo, Vicente, María Jesús, José, Rafael, Ana y Pilar.
De vocación periodística temprana, a los 13 años de su edad (junto con otro compañero de estudios, en la imprenta Bayarri de la calle Blanquerías) hace sus primeros intentos para crear un periodiquito infantil. Mediados los años treinta (1935), junto con otros compañeros del barrio edita una revista de espectáculos («Actualidad»), que acabó siendo una revista taurina de la que solo salieron cinco números.

## Formación académica
Licenciado en Derecho por la Universidad de Valencia, Doctor graduado en Derecho, Maestro de Primera Enseñanza, Perito Taquígrafo.
En posesión del Curso de Lingüística Valenciana y su Didáctica (Nivel Superior del Instituto de Ciencias de la Educación).

## Actividad laboral y vocación literaria
Perteneció a la Escala de Funcionarios Técnicos de la Administración Local.
Trabaja en el diario Hoja del Lunes (1941), posteriormente se emplea en la sección de prensa de la embajada alemana: a las órdenes de José Esteve Marí hace el «Boletín de Información» (1943). Al año siguiente, junto con Jesús Lara Jover publica una «Guía Comercial Valenciana» (1944). En los años sucesivos colabora en diarios valencianos: Las Provincias, Levante-El Mercantil Valenciano, Jornada. Al finalizar la década se encarga de la elaboración del «Boletín Oficial del Municipio de Burjasot» (1949-1953).
A comienzo de los años cincuenta se encarga del «Boletín Informativo de la Cooperativa Española de Exportación de Frutas» (1952-1954). Designado Cronista Oficial de varios pueblos de la provincia de Valencia: Almácera, Torrebaja... (1953). Como colaborador en la prensa escrita, se inscribe en el Libro Oficial de la Dirección General (1954). 
Por nominación del gobernador civil de Valencia –Diego Salas Pombo- es designado Secretario Provincial de Seminarios, con la misión de organizar los primeros ciclos de conferencias del Movimiento Nacional: ello le posibilita la organización de los cronistas valencianos. Las primeras asambleas provinciales y regionales de cronistas tuvieron lugar en el decenio 1954-1964, en las que actúa como secretario general. Asimismo, fue ponente en el «Congreso de Cronistas Oficiales de España» (Madrid, 1958). Por este tiempo funda la revista Dissabte literari dels Cronistes, ingresando como Director Numerario del Centro de Cultura Valenciana, precedente de la actual Real Academia de Cultura Valenciana, Medalla N.º 30.
Entre los años cincuenta y sesenta dirige las revistas de honda tradición valenciana «Sicània» y «Valencia Cultural» (1958-1964). Por ese mismo tiempo se ocupa de la sección regional del diario Las Provincias: bajo la serie De los pueblos y para los pueblos publica más de un millar de artículos, componiendo una singular crónica de la realidad social, económica y cultural de la provincia. Posteriormente pasó a la revista Valencia Fruits y al diario Al Día, hasta su final. 
A finales de los años setenta (1979) vuelve a sus colaboraciones en prensa, escribiendo en distintas publicaciones valencianas -Valencia Semanal, Diario de Valencia, Noticias al Día, Saó, Rent y La Semana Vitivinícola- y catalanas –Avui y Canigó- de Barcelona.
Vicepresidente de Lo Rat Penat, en la directiva encabezada por Nicolau Primitiu. Presidente de la asociación «País Valencia-URSS», presidente del III Congreso Nacional y del colectivo Valencia-Ciutat del PNPV.
Perteneció a la junta consultiva de «Acción Cultural del País Valenciano» y fue Presidente en funciones de la sección «Cronistas del Reino de Valencia». Miembro de «Unitat del Poble Valencia», vicepresidente de «La Paraula Cristina» y encargado de su boletín Rent, miembro honorífico de «II Congreso Internacional de la Llengua Catalana» (Comité Territorial del País Valencia) y delegado de la asociación «Porta dels Paisos Catalans» al País Valencià.
El censo de sus colaboraciones en prensa -entre 1936 y 1986- lo componen 2.581 artículos: el primero del 15 de enero de 1936, publicado en «Actualidad» bajo el título de Salutacion y el último del 3 de octubre de 1986, publicado en el diario Levante-El Mercantil Valenciano, titulado Nuevo atentado contra la Font del Racó.
En lo literario se considera deudor de Nicolau Primitiu (1877-1971), Martín Domínguez Barberá (1908-1984), Manuel Sanchis Guarner (1911-1981).

## Opiniones acerca del autor
El periodista y poeta valenciano Vicent Andrés Estellés (1924-1993) escribe (1956):

Nada escapa a Badía Marín quien ha sabido dar cima a una obra que cumple una magnífica finalidad escolar pero que todavía se extiende y abarca perfectamente el interés de todos cuantos quieran conocer nuestros pueblos, no con el quietismo propio de la monografía, ese Vesubio que estuca y paraliza eruditamente tantas Pompeyas grandes y chicas, sino con el cálido dinamismo de una “vida”, de una “biografía” o de una “crónica” o un gran reportaje escrito sobre la marcha, con numerosos acopio de datos, ciertamente, pero también por ventura, echándole corazón a la cosa. Que es lo bueno

.
El lexicógrafo valenciano Francesc Ferrer Pastor (1918-2000), escribe (1986):

«Del 36 al 86 les maneres de regir el poble han variat. De la llibertat a la dictadura, de la dictadura a la llibertat. Els qui ens ha tocat passar aquesta gradació del pensament hem hagut de rebel.lar-nos quan ens ha estat posible, hem hagut d`aceptar els fets que ens els imposava el regiment de la cosa pública. Els que han pogut parlar quan volien i callar quan els plaïa possiblement no comprenguen el que un diu en ocasions per a després poder manifestar el seu desacord amb paraules mitjanament entenedores. La persona sols pot ésser jutjada situant-la en el moment dels fets. Traure-la d`un temps per a situar-la en un altre no és mai un judici noble».
 Índex, 50 anys 1936-1986 Col.laboracions en premsa , Vicente Badia i Marín

## Homenajes
En agradecimiento a su labor en pro de la lengua y cultura valencianas, el Ayuntamiento de Valencia le dedicó una plaza: «Plaça Vicent Badia i Marín» -situada entre la calle Río Bidasoa y la avenida de los Hermanos Machado.

## Obra publicada

### Artículos, discursos, separatas
- Catàleg dels Cronistes Oficials del Regne de Valencia [prologado y ordenado por Vicente Badía y Marín] =. Valencia: Talleres Gráficos Miguel Laguarda. 1962.

- «El vino en la prehistoria del Levante español=». separata de La Semana Vitivinícola (Valencia).

- «El marxisme-leninisme a l´África d´avui=». separata de Rent, bulletí de La Paraula Cristiana (Valencia).

- «La sección de Cronistas del Reino en el primer año de su existencia =». Centro de Cultura Valenciana (Valencia: Impremta Fill de F. Vives Mora). 1955.

- «La I Asamblea de Cronistas del Reino de Valencia =». Centro de Cultura Valenciana (Valencia: Impremta Fill de F. Vives Mora). 1956.

- «Una teoría del cronista [discurso de recepción... leído por Vicente Badía Marín y discurso de contestación por Martín Domínguez Barberá]». Anales del Centro de Cultura Valenciana (44): 1-53. 1960. ISSN 0210-8666.

- «De com la dictadura tractava els brots de nacionalisme valencià =». revista Saó (25): 9-10. 1980.

- «Discurs i programa de redreçament cultural =». Centro de Cultura Valenciana (Valencia: Sucesor de Vives Mora) (25): 9-10. 1980.

- Discurs de Mantenidor dels Jocs Florals d´Alboraia 1980 =. Valencia. 1980.

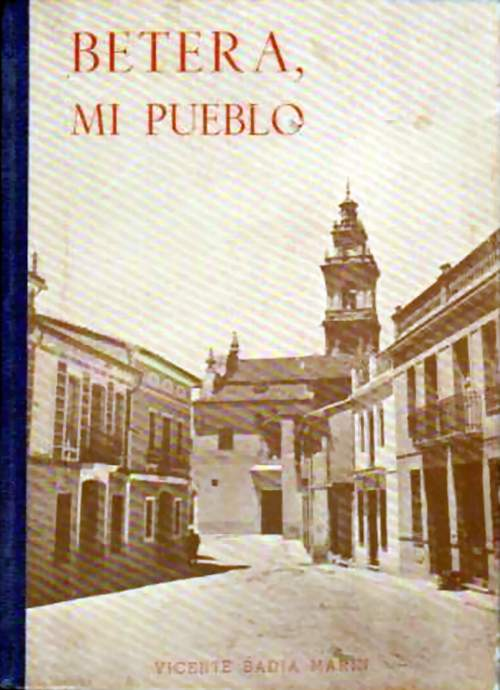
Portada del libro "Bétera, mi pueblo" (1955), obra de Vicente Badía Marín (1919-1995).

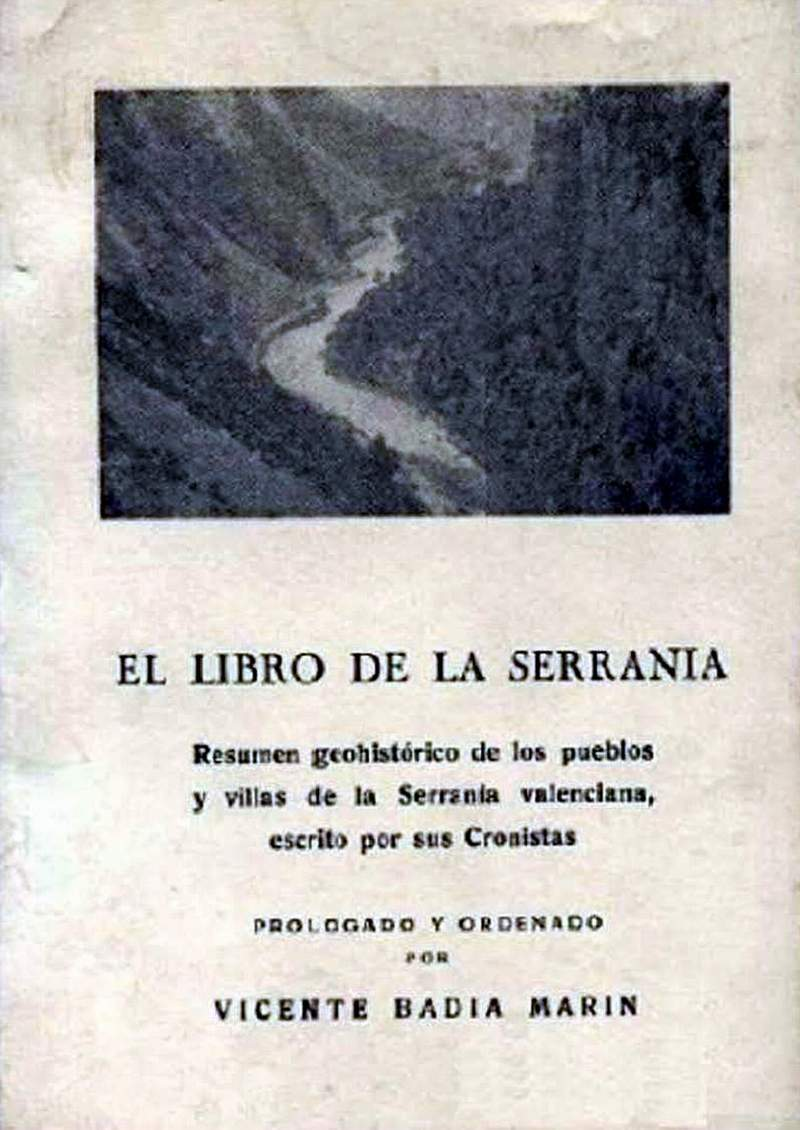
Portada de "El libro de la Serranía" (1962), obra de Vicente Badía Marín (1919-1995).

### Libros
- Compendio de geografía del Reino de Valencia. Marí Montañana. 1955.

- Centro de Cultura Valenciana, Sección de Cronistas del Reino (ed.). Memoria de las Asambleas de Cronistas celebradas en Valencia [Texto impreso] / según la ordenación llevada a cabo por el secretario de las mismas Vicente Badia Marín. Valencia: Marí Montañana.

- Aportación a la cronología del Puig.

- Ayuntamiento de Bétera, ed. (1955). Bétera, mi pueblo [libro de lecturas geográfico-histórica[s], para las escuelas de Bétera; redactado por acuerdo del Ayuntamiento de la Villa, con la colaboración de José Alejandro Pérez Tarín; publicación patrocinada por César de Prat Das]. Valencia: Imprenta Marí Montañana.

- Deu anys de Cronistas Oficials.

- Ayuntamiento de Foyos, ed. (1954). Foyos, mi pueblo [Prólogo de José Caruana Reig, barón de Sanpetrillo]. Valencia: Impremta Fill de F. Vives Mora.

- Ediciones Valencia Cultural, ed. (1962). El libro de la Serranía [Resumen geohistórico de los pueblos y villas de la Serranía valenciana escrito por sus cronistas. Prologado y ordenado por Vicente Badía Marín]. Valencia: Papelería Vila.

- Ayuntamiento de Torrebaja, ed. (1953). Torre Baja, mi pueblo [libro de lecturas geográfico-histórica[s], para las escuelas de Torrebaja; redactado por acuerdo del Ayuntamiento, con la colaboración de José Alejandro Pérez Tarín./ Prologado por el profesor Pablo Álvarez Rubiano, catedrático de Filosofía y Letras de la Universidad de Valencia]. Valencia: Papelería Vila.

- Una teoría del cronista [Discurso leído en su recepción como director de número y contestación del Hmo. Sr. D. Martín Domínguez Barbera]. Sucesor de Vives Mora. 1960.

## Obra inédita
Dejó inéditos una cincuenta de títulos, «a l´espera d´una ocasió editorial»:
- Ausias Marc, Joanot Matorell i Lluis Fullana, tres valencians, tres actituds.

- Autobiocrónica d`acció ciutadana.

- Burjasot, mi pueblo.

- Contribución a la historia de Paterna.

- El Moviment dels Cronistes del Regne.

- Fray Junípero Serra, biografía para adolescentes.

- Geografía elemental del Regne de València.

- Les meus relacions amb el Centre de Cultura Valenciana.

- Massalavés, mi pueblo.

- Memoria de Secretaría del Ayuntamiento de Burjassot.

- Rafelbunyol, mi pueblo.

- Sarrión, mi pueblo.

- Vallanca, mi pueblo.

- Valor social de la Encíclica «Populorum progresio».